# Мілуватський лиман
Мілуватський лиман — один з об'єктів природно-заповідного фонду Луганської області, загальнозоологічний заказник місцевого значення.

## Розташування
Загальнозоологічний заказник розташований поблизу села Мілуватка в Сватівському районі Луганської області. Координати: 49° 19' 26" північної широти, 38° 08' 24" східної довготи .

## Історія
Загальнозоологічний заказник місцевого значення «Мілуватський лиман» оголошений рішенням Луганської обласної ради народних депутатів № 6/8 від 18 травня 1995 року.

## Загальна характеристика
Загальнозоологічний заказник «Мілуватський лиман» загальною площею 111,0 га являє собою заплаву річки Красної з водно-болотними угіддями, де масово гніздяться водоплавні та інші гідрофільні птахи.

## Тваринний світ
Заказник є місцем гніздування та зупинки на відпочинок при міграції гусей, качок,
лебедей, чапель, лелек.